# Amígdala cerebelosa

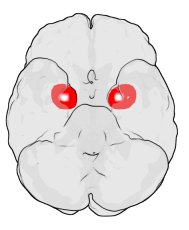
Localização das amígdalas no cérebro

As amígdalas (português europeu) ou amídalas (português brasileiro) (grc. άμύγδαλον= amêndoa) cerebelosas são grupos de neurônios que, juntos, formam duas massas esferóides de substância cinzenta com cerca de três centímetros de diâmetro, localizadas no pólo temporal de cada hemisfério cerebral de grande parte dos vertebrados, incluindo o ser humano.
Esta região do cérebro faz parte do sistema límbico e é um importante centro regulador do comportamento sexual, do comportamento agressivo, respostas emocionais e da reatividade a estímulos biologicamente relevantes. Este conjunto nuclear é também importante para os conteúdos emocionais das nossas memórias. A ablação bilateral das amígdalas cerebelosas origina a Síndrome de Kluver-Bucy, caracterizada pela ausência de respostas agressivas, pela cortesia exagerada, oralidade e pela hipersexualidade.

## Funções
A amígdala é uma estrutura cerebral altamente implicada na manifestação de reações emocionais e na aprendizagem de conteúdo emocionalmente relevante. Esta estrutura apresenta um relativo dimorfismo sexual e está relacionada com a manifestação de comportamentos sociais. Há crescentes evidências apoiando a função da amígdala como uma das regiões cerebrais mais importantes para a ocorrência do comportamento agressivo em humano.

## Imagens adicionais

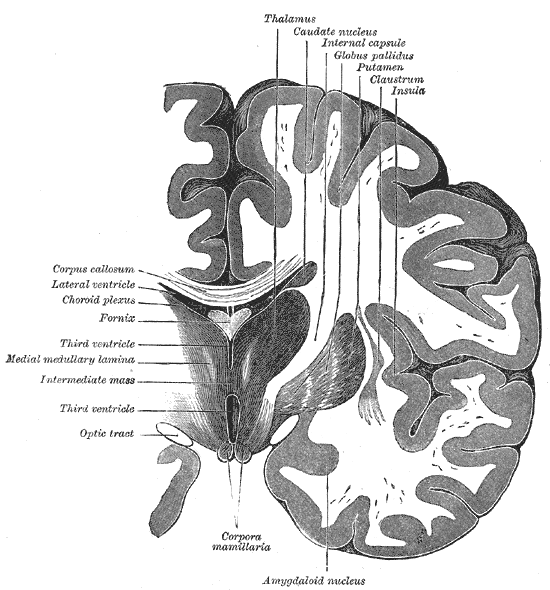
Secção coronal do cérebro
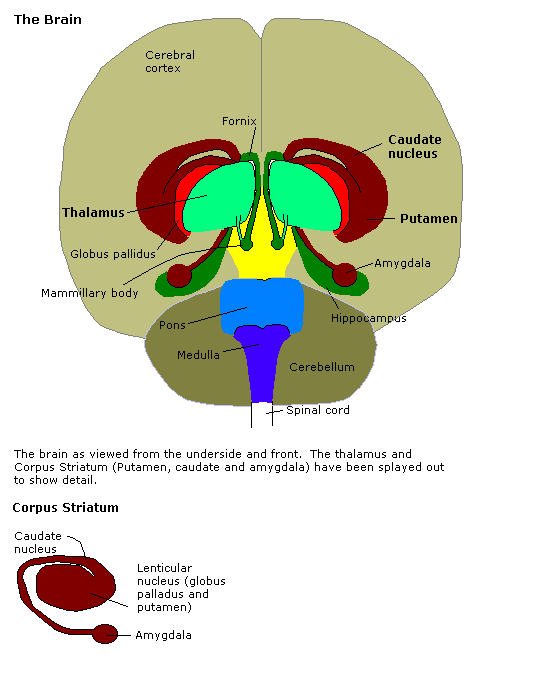
Cérebro com localização das amígdalas